# Pseudaliinae
Die Pseudaliinae sind eine Unterfamilie der Fadenwürmer mit 46 Arten. Nach älterer Systematik waren sie noch als Familie (Pseudaliidae) eingestuft. Die Pseudaliinae sind Parasiten des Atmungs- und Kreislaufsystems oder der Nasennebenhöhlen bei Zahnwalen. Sie sind ovovivipar, ihr Zwischenwirt ist unbekannt.

## Merkmale
Die Bursa copulatrix ist reduziert, einige ihrer Rippen sind zu dicken Stämmen verschmolzen. Das Gubernaculum ist einfach und gering entwickelt. Das weibliche Geschlechtssystem zieht von der Vagina nach vorn (prodelphisch). Der Ovijektor hat keinen deutlichen Schließmuskel. Die Vulva liegt nahe dem Anus.

## Systematik
Die Pseudaliinae enthalten drei Tribus und sieben Gattungen:
- Tribus Halocercini Delyamure, 1951
  - Halocercus Baylis & Daubney, 1925
  - Skrjabinalius Delyamure, 1942
- Tribus Pseudaliini Railliet & Henry, 1909
  - Pseudalius Dujardin, 1845
- Tribus Stenurini Skryabin, 1942
  - Pharurus R. Leuckart, 1848
  - Stenuroides Gerichter, 1951
  - Stenurus Dujardin, 1845
  - Torynurus Baylis & Daubney, 1925